# Sabi (race ovine)
Pour les articles homonymes, voir Sabi.
La Sabi est une race de mouton à poils appartenant au groupe des moutons à queue grasse et longue. Originaire du Zimbabwe et appelée également mouton local du Zimbabwe, anciennement mouton de Rhodésie (en anglais : Rhodesian) ou parfois Mashona, elle est principalement élevée pour sa viande. La race est en danger et les individus de race pure sont rares. 

## Origine et distribution
L'origine exacte du Sabi est inconnue mais le berceau de la race est le sud du Zimbabwe. Elle est la seule race ovine indigène du pays avec la Wiltiper, une race plus récente issue de croisement. Sa distribution exacte dans le pays est mal connue mais elle est rare dans le nord-ouest en raison d'une forte présence de la mouche tsé-tsé.
Proche de la frontière, la race est également présente dans les pays limitrophes : Afrique du Sud, Botswana et Zambie.

## Description
C'est un mouton à poils ; son pelage est en général fauve, brun ou rouge mais d'autres couleurs (noir ou mélanges divers) sont également courantes. Le mâle pèse en moyenne 55 kg pour 70 cm au garrot. Les cornes sont en général absentes bien que des individus des deux sexes puissent parfois en porter. Les brebis sont légèrement plus petites et pèsent entre 40 et 50 kg. Les oreilles sont courtes et certains animaux peuvent présenter des oreilles vestigiales.

## Élevage et production
Le Sabi est un mouton rustique bien adapté au climat semi-aride. Il est élevé dans un système agropastoral pour produire de la viande. La reproduction peut avoir lieu à n'importe quel moment de l'année. La gestation dure environ 150 jours. Les brebis peuvent avoir un ou deux agneaux. Les naissances multiples sont courantes. L'agneau pèse en moyenne 2,4 kg à la naissance.
Dans les années 1990, des croisements avec des Dorpers ont été réalisés pour améliorer la production de la race bien que la Sabi soit bien plus résistante aux parasites. Elle est également résistante à la maladie de la langue bleue.

## Menaces et sauvegarde
Sa population était estimée à 6 000 têtes en 1992. Les seuls troupeaux composés d'individus de race pure, connus avec certitude, sont ceux présent dans les divers instituts de recherche du Zimbabwe ; comme l'Institut de recherche de Matopos qui possède en 2016 un troupeau de 300 brebis reproductrices. Malgré des efforts, la race est menacée par l'hybridation avec le Dorper et le Wiltshire Horn. En 2007, la FAO a classé la race en danger.